# 김영규 (야구 선수)
김영규(金榮奎, 2000년 2월 10일~)는 대한민국의 야구 선수로 현재 KBO 리그 팀인 NC 다이노스의 투수로 활동하고 있다.

## 프로 선수 경력
2018년에 2차 8라운드로 지명을 받아 NC 다이노스에 입단하였다.

### 2019년 시즌
3월 27일 kt 위즈전에 선발 등판하며 데뷔 첫 경기를 치렀고, 경기에서 6이닝 1실점을 기록하며 승리 투수가 됐다. 9월 27일 LG 트윈스와의 경기에서 선발 등판해 데뷔 첫 완봉승을 거뒀다.

### 2020년 시즌
2020년 시즌 20경기 출장해 67 2/3이닝 2승 2패 1홀드 평균자책점 5.45로 부진했다.
시즌 초 선발 투수로 등판했으나 5월에 1패 평균자책점 5.50으로 부진했다. 5월 29일에 1군 엔트리 말소됐다. 6월부터는 불펜투수로 주로 등판했다. 9월부터 다시 선발투수로 등판했다. 선발투수로 총 13회 등판했다.

### 2021년 시즌
5월 20일 LG 트윈스를 상대로 8이닝 5피안타, 1실점으로 시즌 3승을 기록했다.
시즌 37경기에 등판해 63.2이닝 5점대 평균자책점, 5승 3패, 6홀드, 42탈삼진을 기록했다. 시즌 초에는 선발로 주로 출장했으나 후반기에 불펜으로 보직 변경해 필승조 불펜으로 활약했다.

### 2022년 시즌
5월 15일 SSG 랜더스와의 경기에서 데뷔 첫 세이브를 기록했다.
7월 9경기에 등판해 8.2이닝 2실점(1자책), 1승, 1홀드, 평균자책점 1.04을 기록하며 7월 구단 MVP로 선정됐다.
시즌 72경기에 등판해 66이닝 3점대 평균자책점, 2승 7패, 1세이브, 13홀드, 46탈삼진을 기록했다. 데뷔 첫 두 자릿수 홀드를 기록했다.

### 2023년 시즌
2023년 시즌 좌완 필승조 셋업맨으로 활약했다.
2023년 시즌 63경기 출장해 61 2/3이닝 2승 4패 24홀드 48탈삼진 평균자책점 3.06을 기록했다. 2023년 KBO리그 왼손투수 중 최다 홀드를 기록했다,
시즌 종료 후 2억 2500만원에 연봉 협상을 마무리했다.

#### 2023년 와일드카드 결정전
두산 베어스와의 와일드카드 결정전에서 1이닝 등판해 3볼넷 1탈삼진 무실점을 기록하면서 승리투수가 됐다.
| 평균자책점 | 경기 | 완투 | 완봉 | 승 | 패 | 세 | 홀 | 이닝 | 피안타 | 피홈런 | 볼넷 | 사구 | 삼진 | 실점 | 자책점 |
| ---------- | ---- | ---- | ---- | -- | -- | -- | -- | ---- | ------ | ------ | ---- | ---- | ---- | ---- | ------ |
| 0.00       | 1    | 0    | 0    | 1  | 0  | 0  | 0  | 1    | 0      | 0      | 3    | 0    | 1    | 0    | 0      |

#### 2023년 준플레이오프
SSG 랜더스와의 준플레이오프 경기에서 3경기 출장해 3 2/3이닝 1승 2홀드를 기록했다. 이런 활약으로 준플레이오프 MVP에 선정됐다.
| 평균자책점 | 경기 | 완투 | 완봉 | 승 | 패 | 세 | 홀 | 이닝  | 피안타 | 피홈런 | 볼넷 | 사구 | 삼진 | 실점 | 자책점 |
| ---------- | ---- | ---- | ---- | -- | -- | -- | -- | ----- | ------ | ------ | ---- | ---- | ---- | ---- | ------ |
| 0.00       | 3    | 0    | 0    | 1  | 0  | 0  | 2  | 3 2/3 | 1      | 0      | 2    | 0    | 1    | 0    | 0      |

#### 2023년 플레이오프
kt 위즈와의 플레이오프 경기에서 3경기 출장해 2 1/3이닝 등판 1패를 기록했다.
| 평균자책점 | 경기 | 완투 | 완봉 | 승 | 패 | 세 | 홀 | 이닝  | 피안타 | 피홈런 | 볼넷 | 사구 | 삼진 | 실점 | 자책점 |
| ---------- | ---- | ---- | ---- | -- | -- | -- | -- | ----- | ------ | ------ | ---- | ---- | ---- | ---- | ------ |
| 7.71       | 3    | 0    | 0    | 0  | 1  | 0  | 0  | 2 1/3 | 4      | 1      | 1    | 0    | 2    | 2    | 0      |

### 2024년 시즌
스프링캠프에서 왼쪽 팔꿈치에 불편함을 느껴 조기 귀국했다. 귀국 후 검진을 통해 단순 염좌로 판정받았다.
4월 13일 삼성 라이온즈와의 경기를 앞두고 1군에 복귀했다. 7회말에 등판해 1이닝 무실점을 기록했고, 뒤이어 타자들의 득점이 이어져 시즌 첫 승을 기록했다. 6월 21일 SSG 랜더스와의 경기에서 8회말에 3번째 투수로 등판해 2/3이닝 무실점으로 막으면서 시즌 10홀드를 기록했다. 이 기록은 KBO리그 역대 35번째 3시즌 연속 10홀드였다. 6월 14경기 18 ⅓이닝 2승 5홀드 1세이브 19탈삼진 4실점(4자책) 평균자책점 1.96을 기록하면서 구단 6월 투수 MVP에 선정됐다. 전반기 36경기 출장해 38 1/3이닝 4승 1패 1세이브 12홀드 40탈삼진 평균자책점 3.05를 기록했다.
7월 25일 광주 KIA 타이거즈와의 경기 이후 왼쪽 어깨 회전근개 부상으로 일주일 가까이 휴식하다가, 8월 1일 키움 히어로즈와의 경기에서 패전투수가 된 후 8월 2일 kt 위즈와의 경기를 마지막으로 1군에서 말소됐다. 후반기 6경기 출장해 7 1/3이닝 1패 2홀드 8탈삼진 평균자책점 3.68을 기록했다.
2024년 시즌 42경기 출장해 45 2/3이닝 4승 2패 1세이브 14홀드 48탈삼진 평균자책점 3.15을 기록했다.

## 국가대표팀 경력

### 2022년 항저우 아시안 게임
1년 연기된 중국 항저우에서 열리는 2022년 아시안 게임을 앞둔 2023년 9월 21일 부상으로 인해 대한민국 국가대표팀에서 하차한 구창모를 대신하여 국가대표 선수로 발탁되었다.
아시안 게임 조별리그 3차전인 태국전에서만 등판했으며, 1이닝 2탈삼진 무실점을 기록했다. 대한민국은 이 대회에서 중화 타이베이를 꺾고 금메달을 획득했다.
| 평균자책점 | 경기 | 완투 | 완봉 | 승 | 패 | 세 | 홀 | 이닝 | 피안타 | 피홈런 | 볼넷 | 사구 | 삼진 | 실점 | 자책점 |
| ---------- | ---- | ---- | ---- | -- | -- | -- | -- | ---- | ------ | ------ | ---- | ---- | ---- | ---- | ------ |
| 0.00       | 1    | 0    | 0    | 0  | 0  | 0  | 0  | 1    | 0      | 0      | 0    | 0    | 2    | 0    | 0      |

### 2023년 아시아 프로야구 챔피언십
2023년 11월 일본 도쿄에서 열린 2023년 아시아 프로야구 챔피언십에 대한민국 국가대표로 참가했으며 2경기 출장해 1 2/3이닝 1탈삼진 무실점을 기록했다. 대한민국은 이 대회에서 준우승을 차지했다.

## 등번호
- '00' (2018년)
- '58' (2019년 ~ 2021년)
- '17' (2022년 ~ 현재)

## 출신 학교
- 광주서석초등학교
- 무등중학교
- 광주제일고등학교

## 통산 기록
| 연도 | 팀명  | 평균자책점 | 경기 | 완투 | 완봉 | 승 | 패 | 세 | 홀 | 승률  | 타자 | 이닝 | 피안타 | 피홈런 | 볼넷 | 사구 | 탈삼진 | 실점 | 자책점 |
| ---- | ----- | ---------- | ---- | ---- | ---- | -- | -- | -- | -- | ----- | ---- | ---- | ------ | ------ | ---- | ---- | ------ | ---- | ------ |
| 2019 | NC    | 5.29       | 30   | 1    | 1    | 5  | 4  | 0  | 1  | 0.556 | 307  | 66⅓  | 82     | 7      | 31   | 6    | 46     | 40   | 39     |
| 2020 | NC    | 5.45       | 20   | 0    | 0    | 2  | 2  | 0  | 1  | 0.500 | 296  | 67⅔  | 83     | 12     | 14   | 2    | 55     | 47   | 41     |
| 2021 | NC    | 5.37       | 37   | 0    | 0    | 5  | 3  | 0  | 6  | 0.625 | 286  | 63⅔  | 69     | 10     | 28   | 1    | 42     | 40   | 38     |
| 2022 | NC    | 3.41       | 72   | 0    | 0    | 2  | 7  | 1  | 13 | 0.222 | 269  | 66   | 56     | 5      | 22   | 7    | 46     | 26   | 25     |
| 2023 | NC    | 3.06       | 63   | 0    | 0    | 2  | 4  | 0  | 24 | 0.333 | 247  | 61⅔  | 45     | 2      | 23   | 1    | 48     | 22   | 21     |
| 2024 | NC    | 3.15       | 42   | 0    | 0    | 4  | 2  | 1  | 14 | 0.667 | 183  | 45⅔  | 40     | 3      | 14   | 1    | 48     | 19   | 16     |
| 통산 | 6시즌 | 4.37       | 264  | 1    | 1    | 20 | 22 | 2  | 59 | 0.476 | 1588 | 375  | 335    | 39     | 132  | 18   | 285    | 194  | 180    |

- 굵은 글씨는 해당 시즌 최고 기록

## 주요 기록
| 기록                          | 날짜            | 소속팀 | 상대팀 | 상대타 | 구장 | 기타                               |
| ----------------------------- | --------------- | ------ | ------ | ------ | ---- | ---------------------------------- |
| 역대 35번째 3시즌 연속 10홀드 | 2024년 6월 21일 | NC     | SSG    | 박지환 | 인천 | 종전 기록 : 2024년 5월 23일 김진성 |